# Сокіл Галина Іванівна
Сокіл Галина Іванівна (у шлюбі Харченко); 18 серпня 1930, м. Жовква Львівська область. — 27 липня 2012, с. Угроїди Краснопільський район, Сумської області) — засуджена за бандитизм діячка ОУН, зв'язкова УПА, жертва сталінського терору в Україні.

## Життєпис

### Родина
Виросла в родині селян.

### Навчання
Навчання почала в польській школі. Після візволення західної України радянськими військами у серпні 1939 року допомагала батькам по господарству. У шістнадцять років втратила руку, коли її у Львові (на теперішній вул. Франка, біля редемтористської церкви Непорочного зачаття), намагались наздогнати і розстріляти, а прострілили праву руку, яку відтяли у лікарні через рвані рани з вогнепальної зброї.

### В ОУН (б)
З початком Другої світової війни вступила у зв'язкову ланку ОУН (б) під зверхність районного провідника Йосипа Касарапа.
Після загибелі провідника (1948 разом із побратимами, аби не потрапити до полону, підірвався у криївці гранатою). Галину видали сексоти, відтак була арештована 28 червня 1948 року. Під час обшуку вилучено антисовєцьку книжку  — Тіні забутих предків Михайла Коцюбинського. Також були знайдені цидулки Йосипа Касарапа, однак зашкодити розкрита інформація вже нікому не могла  — окрім самої Галини, бо згадані в записках підпільники вже були убиті.

### Ув'язнення
Потрапила в полон 28 червня 1948 р. Після року допитів, особливою нарадою при МДБ СССР, за статтями 20 — 54 — І «а», 54 — 22 КК, ув'язнена на 10 років, які мала відбувати у таборах Російської СФСР (зокрема на території Республіки Мордовія).
У таборах СССР утримувалася 6 років 9 місяців.
Галину Іванівну згадує російсько-шведська письменниця, етнограф Ніна Гаген-Торн, з якою каралася в одному таборі. Гагент-Торн вмістила нарис про Галину у творі emoria (редакція і примітки доньки Г. Ю. Гаген-Торн)
| Зайшла у сусідній барак. Побачила на верхніх нарах блакитнооку дівчинку-підлітка із товстою косою. Вона повернулася, і я здригнулася: пустий рукав – руки немає від самого плеча. — Звідки вона? — тихо спитала сусідку внизу. — Хіба був новий етап? — Із ЦЛБ. Дівчата розповідали: її із в’язниці прямо на ЦЛБ відправили, в одинадцятий корпус… На слідстві електричним струмом катували. Рік в одинадцятому корпусі пробула. Тепер – нічого. Тільки не треба згадувати. 11 корпус на ЦЛБ (від рос. Центральная лагерная больница) — психіатричний. — А де взяли? — У Львові. Із школи. За вірші, кажуть. — А рука? — Не знаю. В табори вже безрукою потрапила. Дівчата їй косу розчісують. Галею звати. Українка* (У рукопису «Галя С.». За зрозумілих причин автор не називає її повне прізвище — Сокіл. (Примітка Г.Ю.Г–Т. ) |

### Після звільнення
1954 підпадає під амністію (всі, хто мав вирок до 5 років, випускалися). Повертається додому, хати вже не було, мати жила по знайомих. Галина нелегально живе у Львові, у різних знайомих і родичів, хоч допомагати бандерівцям, навіть тим, хто вже відбув покарання, було небезпечно.
У 1955-му поступає до Львівського університету, та провчившись рік у 1956-му виключена, бо колишня «зечка». Відновлена завдяки старості філологічного факультету Мирославі Зваричевській, яка відстояла її, звернувшись до ректора Лазаренка, деяким викладачам, зокрема Крип'якевичу. За розподілом, разом з Мирославою Зваричевською, яка відмовившись від привілею найкращої студентки вибирати місце праці, поїхала на Сумщину, де працювала у середній школі села Угроїди, Краснопільського району. Там же знаходилась під постійним наглядом КГБ — раз на місяць її викликали для перевірки. Там одружилась. Має двох синів — Ігоря і Романа.
У селі ніхто не знав про бандитську участь учительки в підпіллі ОУН та її карання у сталінських таборах. Вперше про це почули лише на початку 1990-х років.
Була близько знайома із Гнатом Хоткевичем, іншими видатними постатями української культури.

### Реабілітація
На підставі статті І Закону України РСР від 17 квітня 1991 р. «Про реабілітацію жертв політичних репресій в Україні» Галина Іванівна Сокіл реабілітована.
На початку 1990-х Галині Іванівні пропонували приїхати до Києва, аби ознайомитися зі своєю справою в архіві СБУ. Однак вона відмовилася:
| У 90-х з’явилася можливість ознайомитися зі своєю справою, але я не поїхала, знала, що із тих, хто виказав, могли бути мої сусіди, близькі знайомі, не хотіла засмучуватися. |
Померла в Угроїдах.